# Сарч
Сарч (пол. Sarcz, нім. Zaskerhütte) — село в Польщі, у гміні Тшцянка Чарнковсько-Тшцянецького повіту Великопольського воєводства.
Населення — 190 осіб (2011).
У 1975-1998 роках село належало до Пільського воєводства.

## Демографія
Демографічна структура станом на 31 березня 2011 року:
|          | Загалом | Допрацездатний вік | Працездатний вік | Постпрацездатний вік |
| -------- | ------- | ------------------ | ---------------- | -------------------- |
| Чоловіки | 102     | 26                 | 66               | 10                   |
| Жінки    | 88      | 19                 | 57               | 12                   |
| Разом    | 190     | 45                 | 123              | 22                   |